# Magnús Ver Magnússon
Magnús Ver Magnússon (ur. 23 kwietnia 1963 w Egilstaðir) – islandzki trójboista siłowy i profesjonalny strongman.
Drugi najlepszy, po Jónie Pállu Sigmarssonie, islandzki strongman w historii tego sportu. Wielokrotny Mistrz Islandii Strongman. Mistrz Europy Strongman w 1992. Mistrz Świata Strongman w latach 1991, 1994, 1995 i 1996.

## Życiorys
Magnús Ver Magnússon wychowywał się w miasteczku Seyðisfjörður (poniżej 1000 mieszkańców), na wschodnim wybrzeżu Islandii. W wieku 17 lat rozpoczął treningi siłowe. W 1984 roku zajął się trójbojem siłowym i w 1985 roku zdobył medale jako junior w Mistrzostwach Europy i Świata. Dwukrotnie został Mistrzem Europy w trójboju siłowym w 1989 i 1991.
Pierwszy raz w zawodach siłaczy wystartował w 1985 r. W 1985 r. w Mistrzostwach Islandii Strongman zajął 3. miejsce, a zawody wygrał mistrz świata Jón Páll Sigmarsson.
Jest jednym z najbardziej utytułowanych siłaczy w historii sportu strongman.
Wziął udział dziewięciokrotnie w indywidualnych Mistrzostwach Europy Strongman.
Klasyfikacja w indywidualnych Mistrzostwach Europy Strongman:
| Rok     | 1989 | 1990 | 1992 | 1993 | 1994 | 1995 | 1996 | 1997 | 1998 |
| ------- | ---- | ---- | ---- | ---- | ---- | ---- | ---- | ---- | ---- |
| Pozycja | 4.   | 4.   |      |      |      |      |      |      |      |

Magnús Ver Magnússon ma dwie córki. Jest samotnym ojcem i mieszka w Hafnarfjörður. Regularnie jest sędzią oraz organizatorem zawodów trójboju siłowego i strongman.

## Mistrzostwa Świata Strongman

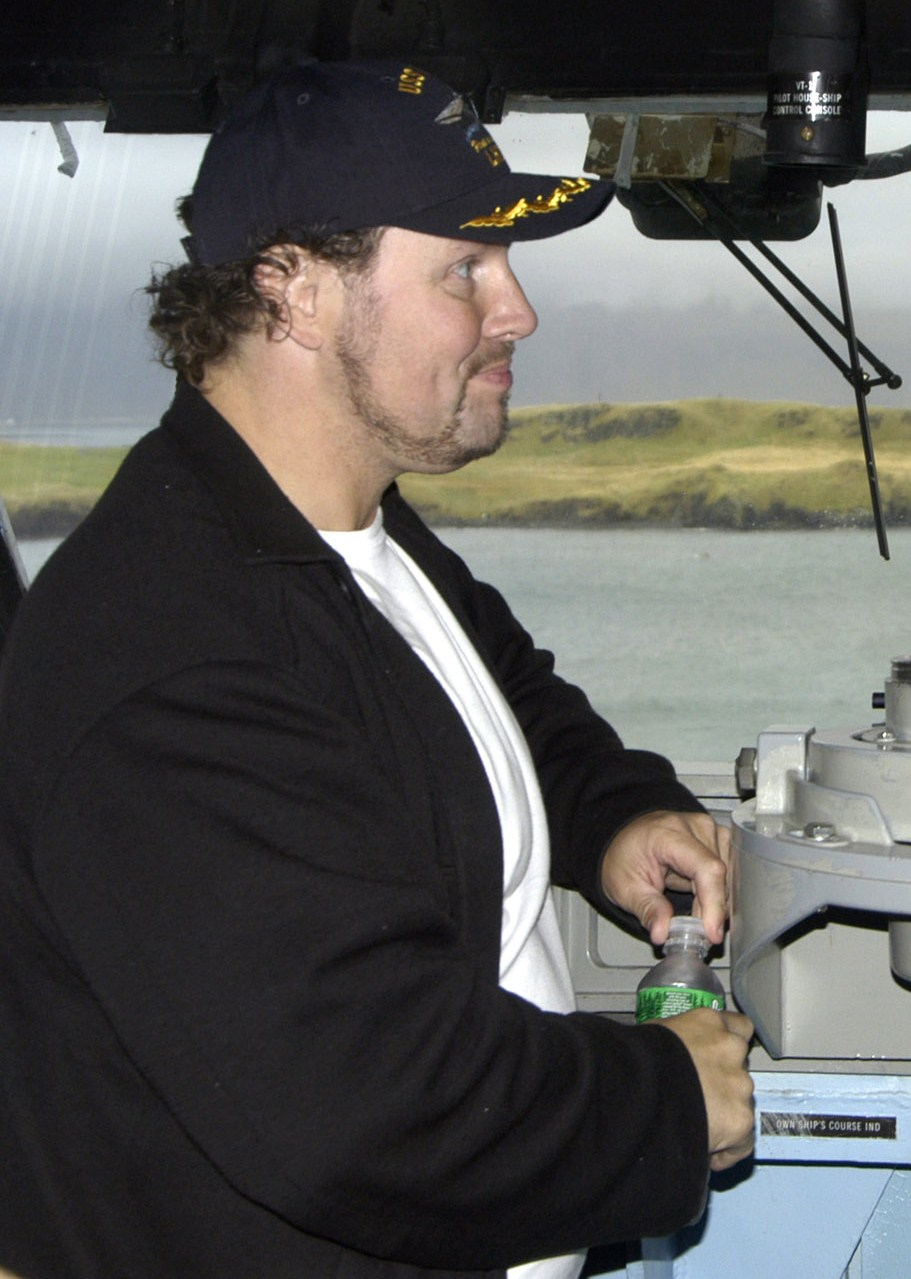
Magnús Ver M. w 2006 r.

Magnús Ver Magnússon wziął udział siedmiokrotnie w indywidualnych Mistrzostwach Świata Strongman, w latach 1991, 1992, 1993, 1994, 1995, 1996 i 1997. W swym pierwszym występie na Mistrzostwach Świata Strongman 1991 od razu zajął pierwsze miejsce i zdobył tytułu Najsilniejszego Człowieka Świata. Po zdobyciu tego tytułu postanowił skupić się wyłącznie na konkurencjach strongman.
W sumie czterokrotnie zajął pierwsze miejsce w latach 1991, 1994, 1995 i 1996. Oprócz niego tak wysoki wynik osiągnął tylko jego rodak, Jón Páll Sigmarsson, a lepszy w całej historii tych zawodów jedynie Mariusz Pudzianowski. W pozostałych mistrzostwach, w latach 1992 i 1993, został Wicemistrzem Świata Strongman, a w Mistrzostwach Świata Strongman 1997 nie zakwalifikował się do finału.
Magnús Ver Magnússon, obok Amerykanina Billa Kazmaiera, jest zdobywcą największej ilości tytułów Mistrza Świata Strongman z rzędu. W całej historii tych mistrzostw tylko oni dwaj zdobyli po trzy tytuły po kolei.
Wymiary:
- wzrost 190 cm
- waga 130 kg
- biceps 52 cm
- talia 105 cm
- klatka piersiowa 145 cm

Rekordy życiowe:
- przysiad 400 kg
- wyciskanie 274,5 kg
- martwy ciąg 375 kg

## Osiągnięcia strongman
- 1985

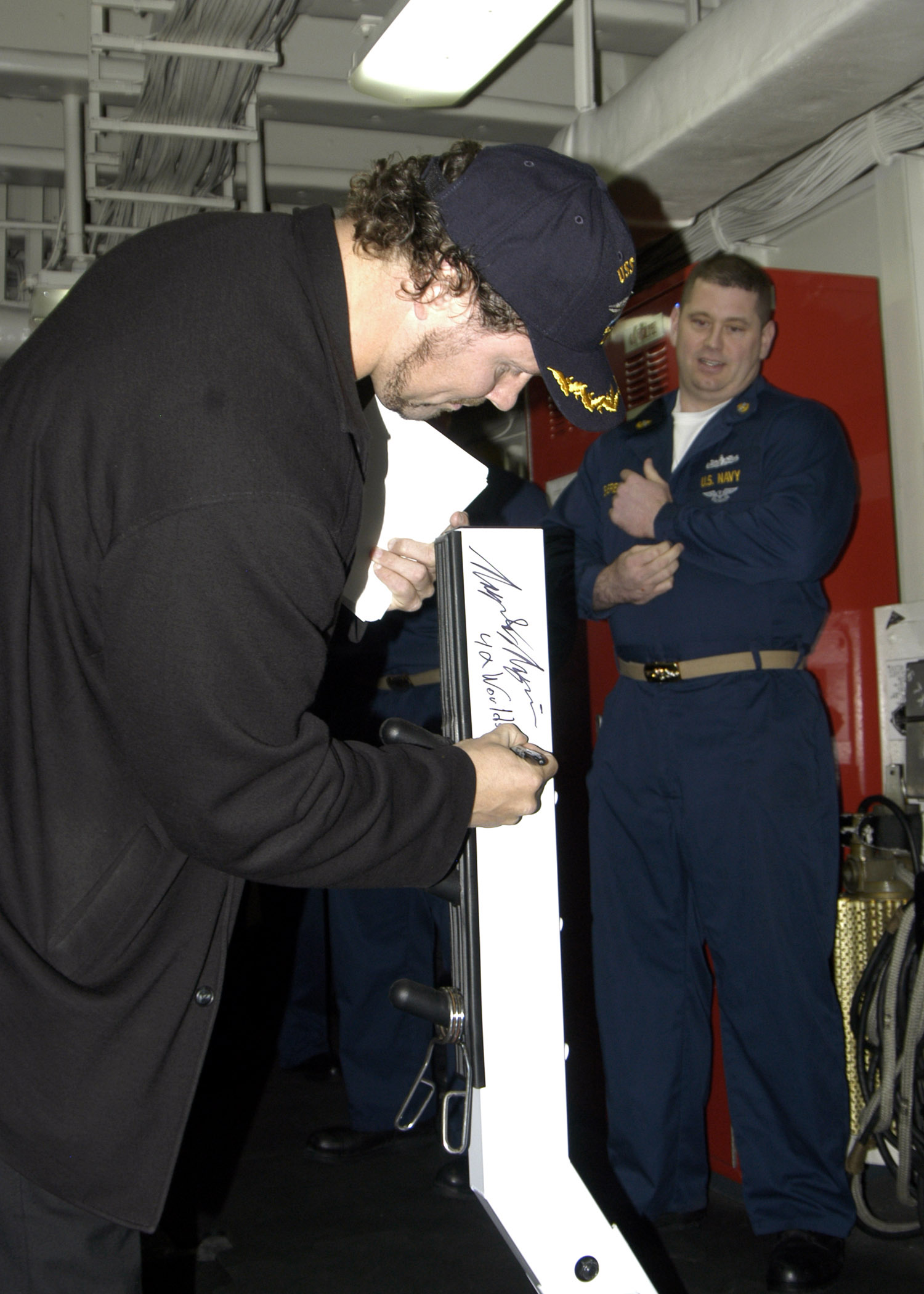
Magnús Ver Magnússon składa autograf na sprzęcie do treningów siłowych podczas wizyty na amerykańskim okręcie. Reykjavík, 2006 r.

  - 3. miejsce - Mistrzostwa Islandii Strongman
- 1988
  - 1. miejsce - Mistrzostwa Islandii Strongman
- 1989
  - 1. miejsce - Mistrzostwa Islandii Strongman
  - 4. miejsce - Mistrzostwa Europy Strongman 1989
  - 1. miejsce - Pure Strength Contest, Szkocja
- 1990
  - 4. miejsce - Mistrzostwa Europy Strongman 1990
- 1991
  - 1. miejsce - International Power Challenge, Islandia
  - 3. miejsce - Mistrzostwa World Muscle Power
  - 1. miejsce - Mistrzostwa Świata Strongman 1991
- 1992
  - 1. miejsce - Scandinavian Strongest Man, Finlandia
  - 1. miejsce - Mistrzostwa Europy Strongman 1992
  - 2. miejsce - European Hercules, Finlandia
  - 2. miejsce - Mistrzostwa World Muscle Power
  - 2. miejsce - Mistrzostwa Świata Strongman 1992
  - 1. miejsce - Nordic Strongest Man, Dania
- 1993
  - 1. miejsce - Mistrzostwa Islandii Strongman
  - 1. miejsce - International Power Challenge, Islandia
  - 3. miejsce - Mistrzostwa Europy Strongman 1993
  - 2. miejsce - Mistrzostwa Świata Strongman 1993
- 1994
  - 1. miejsce - Mistrzostwa Islandii Strongman
  - 2. miejsce - Mistrzostwa Europy Strongman 1994
  - 2. miejsce - Mistrzostwa World Muscle Power
  - 1. miejsce - Mistrzostwa Świata Strongman 1994
- 1995
  - 1. miejsce - Mistrzostwa Islandii Strongman
  - 3. miejsce - Mistrzostwa Europy Strongman 1995
  - 1. miejsce - Mistrzostwa World Muscle Power
  - 1. miejsce - Viking Challenge
  - 1. miejsce - Manfred Hoeberl Classic
  - 1. miejsce - Mistrzostwa Świata Strongman 1995
- 1996
  - 1. miejsce - Mistrzostwa Islandii Strongman
  - 3. miejsce - Mistrzostwa Europy Strongman 1996
  - 1. miejsce - Whitbeck Strength Challenge, Australia
  - 1. miejsce - Mistrzostwa Świata Strongman 1996
- 1997
  - 1. miejsce - Mistrzostwa Islandii Strongman
  - 2. miejsce - Mistrzostwa Europy Strongman 1997
  - 1. miejsce - Viking Challenge
  - 1. miejsce - Whitbeck Strength Challenge, Australia
  - 3. miejsce - Drużynowe Mistrzostwa Świata Par Strongman 1997
- 1998
  - 1. miejsce - Mistrzostwa Islandii Strongman
  - 2. miejsce - Mistrzostwa Europy Strongman 1998
- 2001
  - 1. miejsce - Mistrzostwa Islandii Strongman
- 2004
  - 1. miejsce - Mistrzostwa Islandii Strongman